# مهدویه
مهدویه روستایی از توابع بخش زند شهرستان ملایر در استان همدان ایران است. نام قدیمی این روستا قلعه مهدی خان بوده است.

## جمعیت
این روستا در دهستان کمازان سفلی قرار دارد و بر اساس سرشماری مرکز آمار ایران در سال ۱۳۹۵، جمعیت آن ۳۷۸ نفر (۱۰۰ خانوار) بوده است.